# 丝瓜络

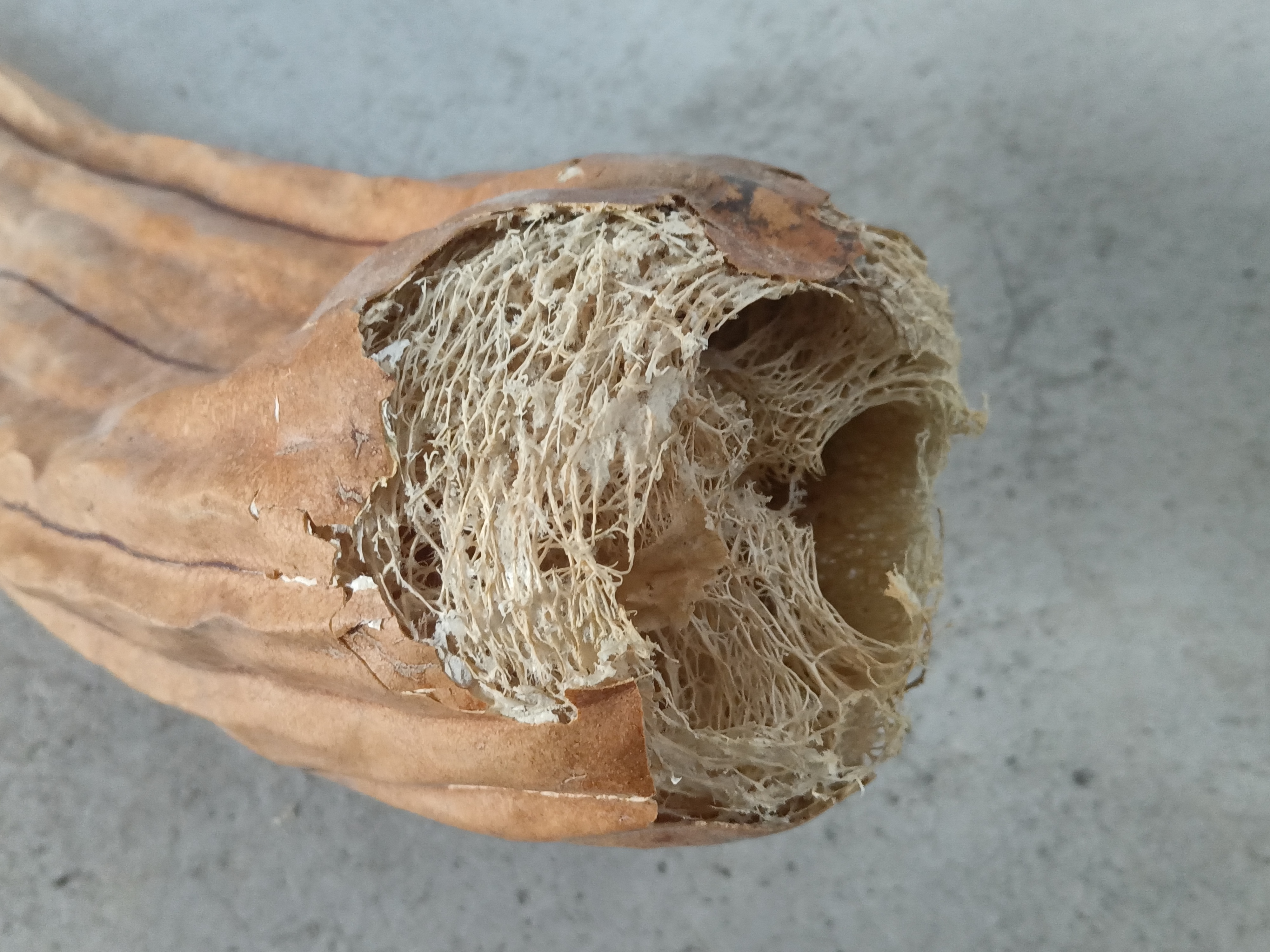
絲瓜絡纖維

丝瓜络，别名丝瓜网、丝瓜壳、絮瓜瓤、天罗线、絲瓜筋、菜瓜布。是絲瓜乾燥成熟果實的維管束。性味甘、平。

## 功效
丝瓜络有活经通络、清热化痰之效，亦可作治胸脇疼痛、腰痛等。在《本草药新》记有化痰顺气之效。

## 其他用途
菜瓜布可作爲抹布和浴巾等，用來洗碗、洗浴。
又可做成墊毯置于茶垫上，承托茶壺，不生異味。

## 外部連結
- 絲瓜 Sigua（页面存档备份，存于） 藥用植物圖像數據庫 (香港浸會大學中醫藥學院) （中文）（英文）
- 絲瓜絡 中藥材圖像數據庫  (香港浸會大學中醫藥學院) （中文）（英文）
- 絲瓜絡 Si Gua Luo（页面存档备份，存于） 中藥標本數據庫 (香港浸會大學中醫藥學院) （繁體中文）（英文）